# Phlomis
Phlomis este un gen de plante din familia  Lamiaceae.

## Specii
Cuprinde  circa 65 de specii.